# Kirstin Freye
Kirstin Freye-Menzler (* 29. Mai 1975 in Herford) ist eine ehemalige deutsche Tennisspielerin.

## Karriere
Sie spielte zuletzt für den RTHC Bayer Leverkusen, davor für die Vereine TC Herford, TTC Bielefeld, BW Köln, Reutlingen.
Freye war 1992 Deutsche Jugendmeisterin (Einzel und Doppel), 1991 Junior-Fed-Cup-Weltmeisterin (mit Marketa Kochta und Heike Rusch) und 1992 Europa-Cup-Siegerin (Jugend).
Ihr größter Erfolg auf der WTA Tour war das Erreichen des Achtelfinales der Doppelkonkurrenz (mit der Jugoslawin Dragana Zarić) bei den Australian Open im Jahr 2003. Ihre besten Weltranglistenplätze erzielte sie mit Position 198 im Einzel (1993) und Rang 88 im Doppel (2003).
Freye-Menzler ist mit dem ehemaligen ATP-Spieler und heutigen DTB-A-Trainer Markus Menzler verheiratet und DTB-B-Trainerin in Herford.

## Turniersiege

### Doppel
| Nr. | Datum         | Turnier  | Kategorie   | Belag     | Partnerin           | Finalgegnerinnen                     | Ergebnis      |
| --- | ------------- | -------- | ----------- | --------- | ------------------- | ------------------------------------ | ------------- |
| 2.  | 10. Juli 1995 | Vigo     | ITF $25.000 | Sand      | Andreea Ehritt-Vanc | Estefanía Bottini Gala León García   | 2:6, 6:3, 6:3 |
| 7.  | 13. Juli 1997 | Puchheim | ITF $25.000 | Sand      | Noëlle van Lottum   | Maria-Fernanda Landa Seda Noorlander | 6:1, 6:2      |
| 11. | 15. März 1998 | Biel     | ITF $25.000 | Hartplatz | Noëlle van Lottum   | Nancy Feber Tina Krizan              | 6:3, 3:6, 7:6 |